# Icacinaceae
Die Icacinaceae sind eine Familie tropischer und subtropischer Pflanzenarten.

## Beschreibung

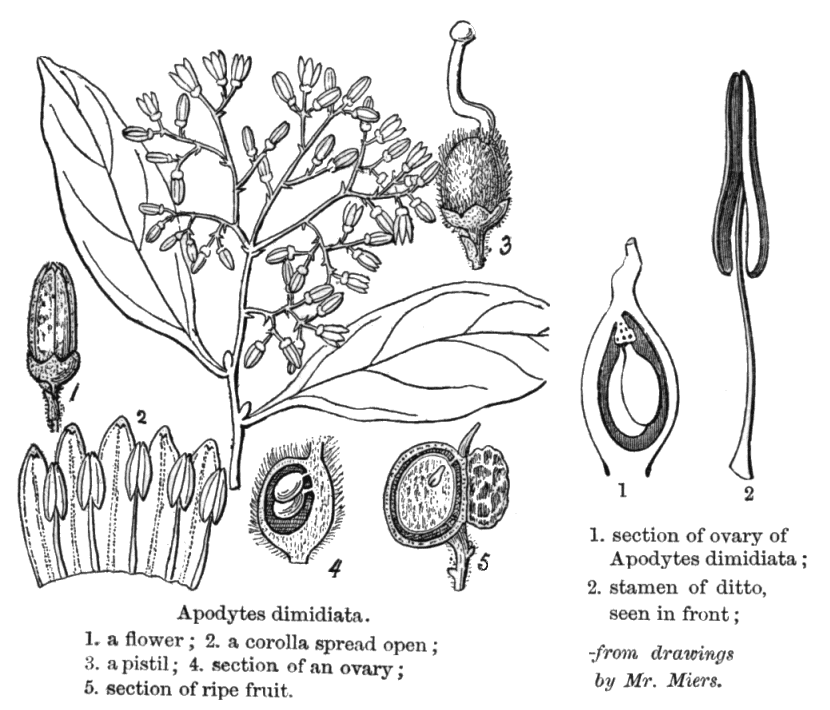
Illustration von Apodytes dimidiata

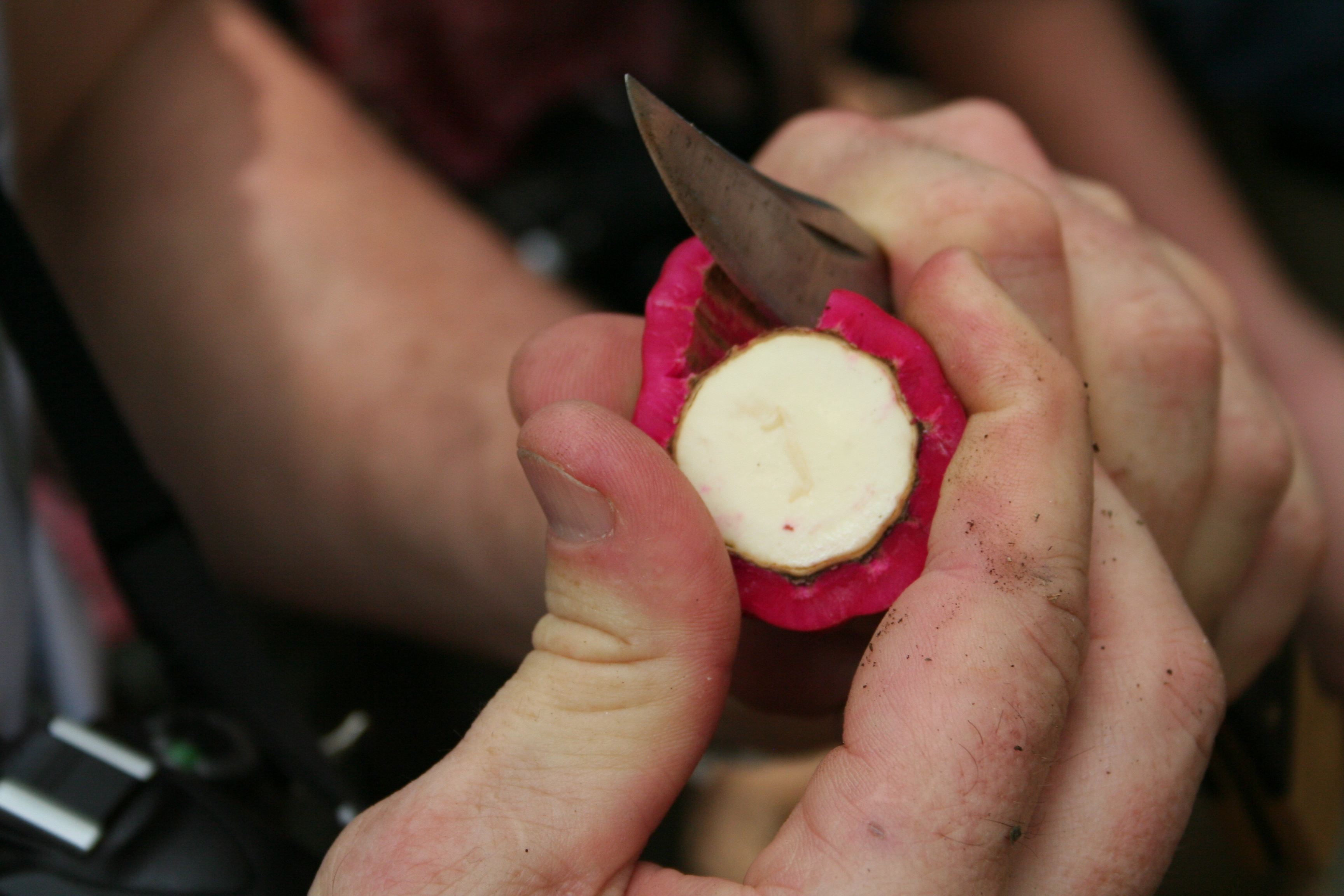
Einige Arten der Familie bilden essbare Früchte aus, wie zum Beispiel Lavigeria macrocarpa („Bush carrot“)

Die Icacinaceae sind verholzende Pflanzen: Bäume, Sträucher oder Lianen. Bei manchen Lianenarten tritt aus deren Sprossachse bei Beschädigungen ein weißer Milchsaft aus; andere Arten haben keinen solchen gefärbten Milchsaft. Die meist wechselständig, bei einigen Lianenarten wohl gegenständig angeordneten Laubblätter sind meist nicht gestielt. Die ledrigen Blattspreiten sind einfach. Der Blattrand ist häufig gelappt oder gezähnt. Nebenblätter sind keine vorhanden.
Die Blütenstände sind zymös, rispig oder anders aufgebaut. Die eingeschlechtigen oder zwittrigen Blüten sind oft unscheinbar. Die kleinen, radiärsymmetrischen Blüten sind tetrazyklisch (es ist nur ein Staubblattkreis vorhanden) und meist vier- oder fünfzählig (selten drei- oder sechszählig). Es sind keine oder vier oder fünf (selten drei oder sechs) Kelchblätter vorhanden. Es sind keine oder vier bis fünf (selten drei oder sechs) Kronblätter vorhanden; sie sind alle frei oder alle verwachsen. Die vier- oder fünf (selten drei- oder sechs) Staubblätter sind untereinander frei. Meist drei (selten zwei, vier oder fünf) Fruchtblätter sind zu einem oberständigen Fruchtknoten verwachsen. Der einzige Stempel pro Blüte endet in ein bis fünf Narben.
Die Früchte sind fleischige Steinfrüchte oder Samaras, das sind einsamige, geflügelte Nussfrüchte; bei einigen Arten sind die Früchte essbar.

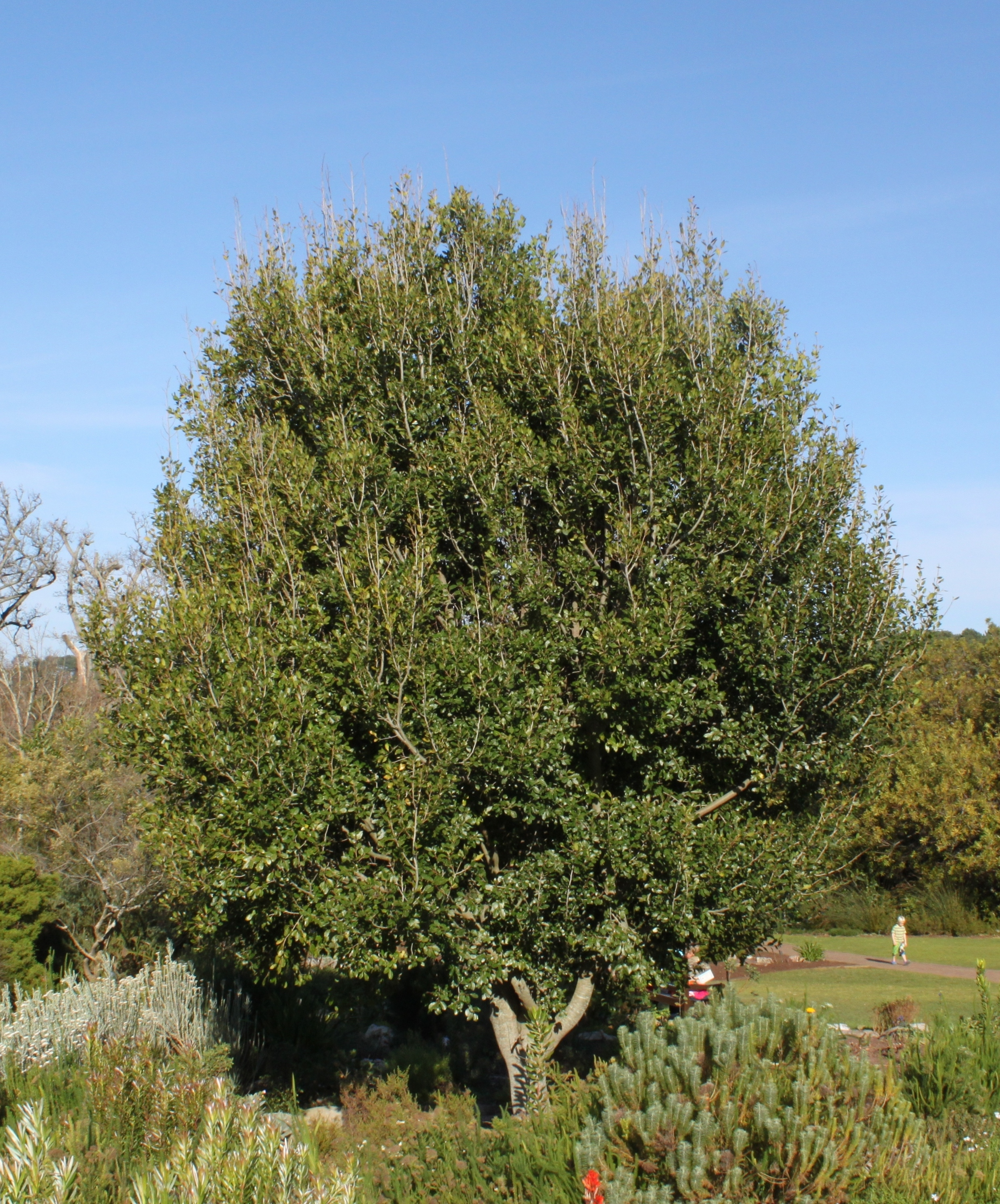
Apodytes dimidiata

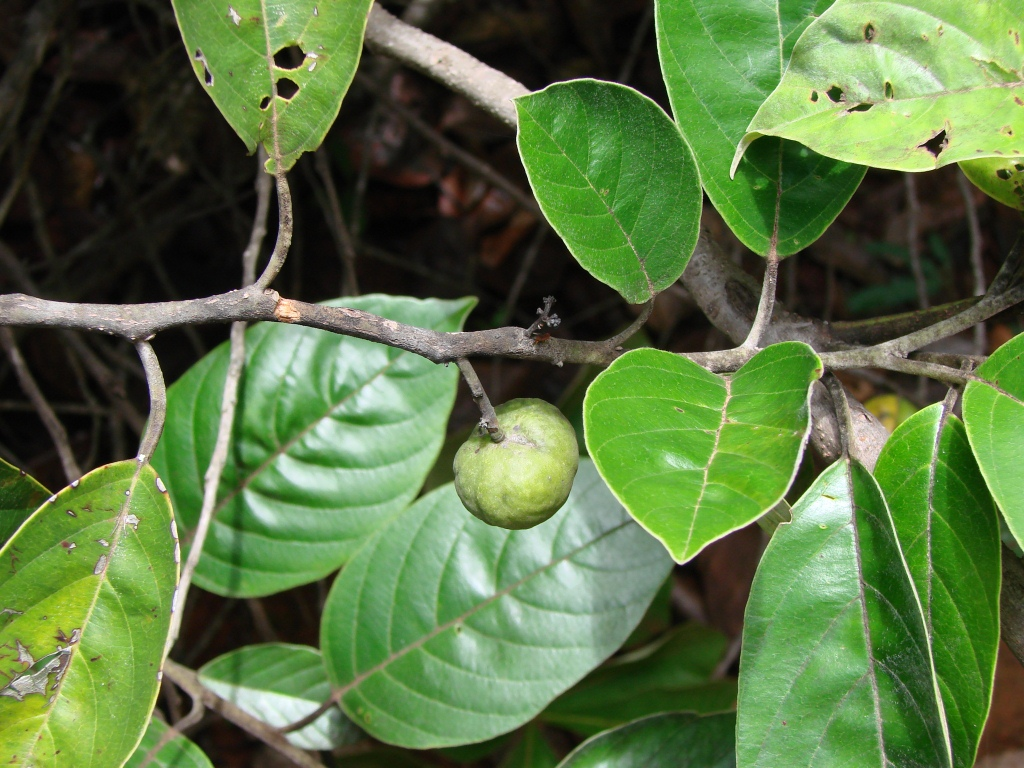
Emmotum nitens

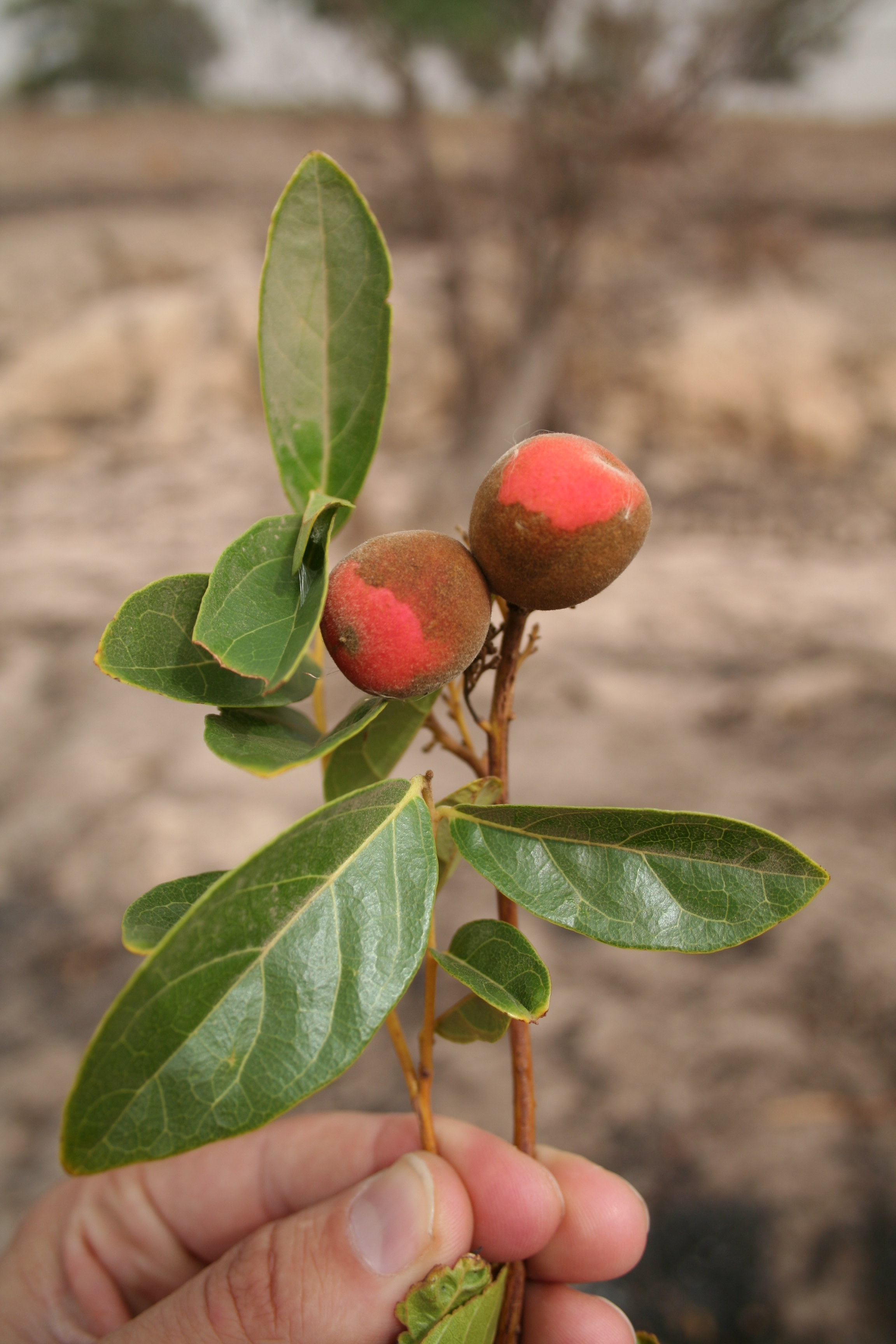
Icacina oliviformis

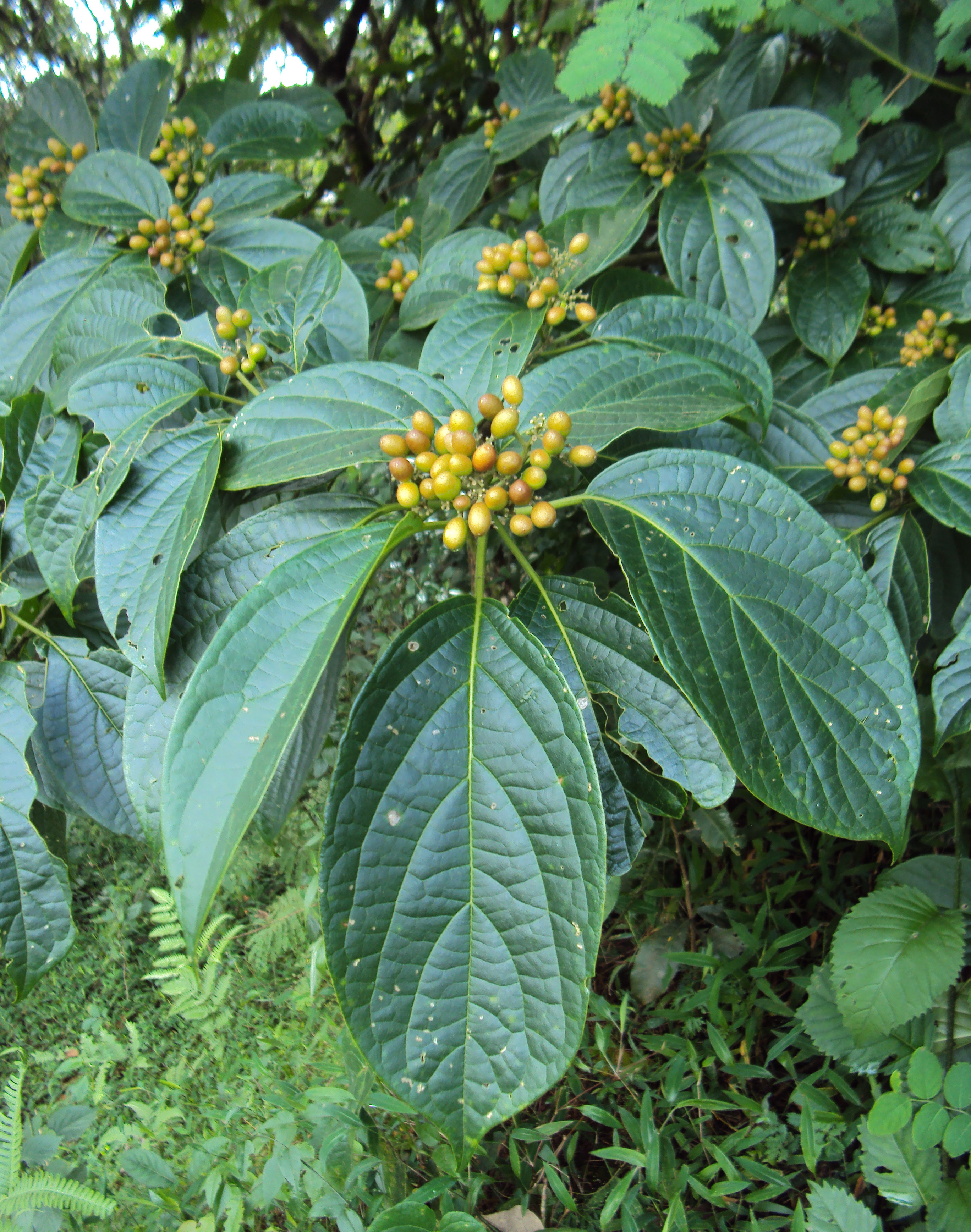
Nothapodytes foetida

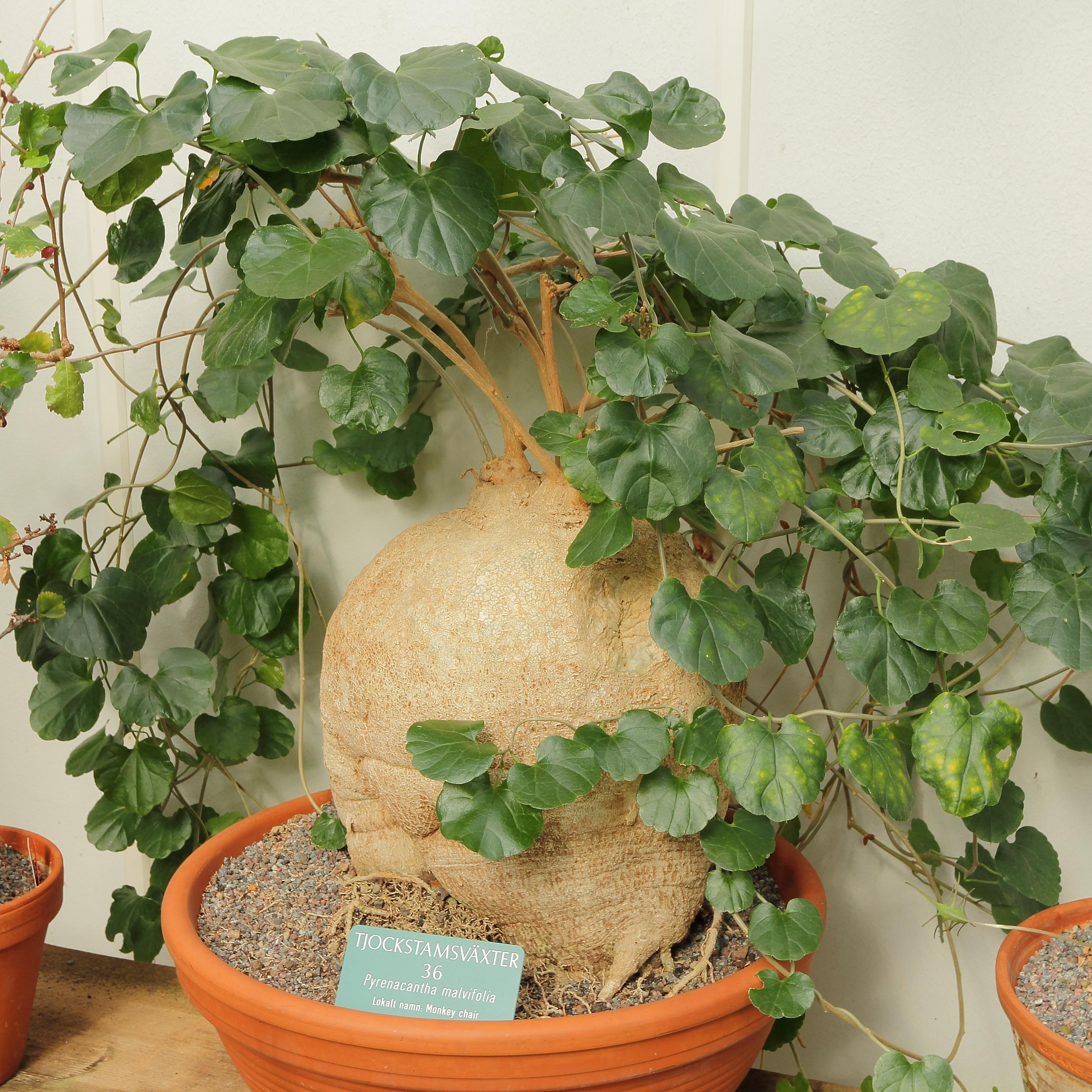
Pyrenacantha malvifolia

## Systematik und Verbreitung
Sie sind hauptsächlich in den Tropen und Subtropen zu finden, einige Taxa gibt es aber auch im gemäßigten Südafrika und Ostaustralien.
Die Icacinaceae werden innerhalb der Euasteriden I keiner Ordnung zugeteilt, da ihre genaue Position innerhalb dieser Gruppe noch nicht geklärt ist.
Die innere Systematik der Familie der Icacinaceae ist umstritten, ihr werden 24 oder 25 (oder bei manchen Autoren zwischen 35 und 52) Gattungen zugeordnet. Es gehören zur Familie je nach Anzahl der zugerechneten Gattungen 149 bis zu 400 Arten. Die APWebsite folgt der Auffassung von Kårehed (2001, 2002) nach der die Familie den kleineren Umfang von 24 bis 25 Gattungen mit maximal 150 Arten aufweist.
Unwidersprochen gehören folgende Gattungen zur Familie:
- Alsodeiopsis Oliv.: Die etwa elf Arten kommen im tropischen Afrika vor.[2]
- Apodytes E.Mey. ex Arn.: Die etwa 15 Arten sind in den Tropen – besonders in Afrika – verbreitet.[2]
  - Apodytes dimidiata E.Mey. ex Arn.: Nigeria, Zentral- bis Ostafrika, Sudan, Südafrika, Madagaskar bis nach Indien, Sri Lanka, Südostasien, bis ins südliche China.
- Calatola Standl.: Die etwa sieben Arten kommen von Mexiko bis Ecuador vor.[2]
- Casimirella Hassl.: Die etwa sieben Arten sind in der Neotropis verbreitet.[2]
- Cassinopsis Sond.: Die etwa sechs Arten kommen in Afrika und Madagaskar vor.[2]
- Chlamydocarya Baill.: Die etwa sechs Arten sind im tropischen Afrika verbreitet.[2]
- Desmostachys Planch. ex Miers: Die etwa sieben Arten sind im tropischen Afrika und in Madagaskar verbreitet.[2]
- Emmotum Desv. ex Ham.: Die etwa zwölf Arten sind im tropischen Südamerika verbreitet.[2]
- Hosiea Hemsl. & E.H.Wilson: Die nur zwei Arten kommen in China und Japan vor.
- Icacina A.Juss.: Die etwa sechs Arten sind im tropischen Afrika verbreitet.[2]
  - Icacina oliviformis (Poir.) J.Raynal: Aus Westafrika bis nach Zentralafrika und dem Sudan.
- Iodes Blume: Die etwa 28 Arten sind in den Tropen verbreitet.[2]
- Lavigeria Pierre: Sie enthält nur eine Art:
  - Lavigeria macrocarpa (Oliv.) Pierre: Sie kommt im tropischen Zentralafrika vor.[2]
- Leretia Vell.: Sie enthält nur eine Art:
  - Leretia cordata Vell.: Sie kommt im tropischen Südamerika vor.[2]
- Mappia Jacq.: Die etwa vier Arten sind in der Neotropis verbreitet.[2]
- Mappianthus Hand.-Mazz.: Die nur zwei Arten kommen im südlichen China und auf Borneo vor.[2]
- Merrilliodendron Kaneh.: Sie enthält nur eine Art:
  - Merrilliodendron rotense Kaneh.: Sie kommt auf den Philippinen und auf Inseln des westlichen Pazifik vor.[2]
- Miquelia Meissn.: Die etwa acht Arten kommen im indomalesischen Raum vor.[2]
- Natsiatopsis Kurz: Sie enthält nur eine Art:
  - Natsiatopsis thunbergiifolia Kurz: Sie kommt nur in Myanmar vor.[2]
- Natsiatum Buch.-Ham. ex Arn.: Sie enthält nur eine Art:
  - Natsiatum herpeticum Buch.-Ham. ex Arn.: Sie kommt vom östlichen Himalaja bis Südostasien vor.[2]
- Nothapodytes Blume: Die etwa fünf Arten kommen in Indomalesien und Ostasien vor.[2]
- Oecopetalum Greenm. & C.H.Thomps.: Die etwa drei Arten kommen von Mexiko bis Mittelamerika vor.[2]
- Ottoschulzia Urb.: Die etwa drei Arten kommen in Mittelamerika vor.[2]
- Phytocrene Wall.: Die etwa elf Arten kommen in Malesien und Südostasien vor.[2]
- Pittosporopsis Craib: Sie enthält nur eine Art:
  - Pittosporopsis kerrii Craib: Sie kommt in Südostasien vor.[2]
- Platea Blume: Die etwa fünf Arten kommen in Malesien vor.[2]
- Pleurisanthes Baill.: Die etwa sechs Arten sind im tropischen Südamerika verbreitet.[2]
- Polycephalium Engl.: Die nur zwei Arten sind im tropischen Afrika verbreitet.[2]
- Polyporandra Becc.: Sie enthält nur eine Art:
  - Polyporandra scandens Becc.: Sie kommt im östlichen Malesien und in Melanesien vor.[2]
- Poraqueiba Aubl.: Die drei Arten sind im tropischen Südamerika verbreitet.[2]
  - Poraqueiba sericea Tul.: Aus dem nördlichen Brasilien, Venezuela, Kolumbien, Peru und Ecuador.
- Pseudobotrys Moeser: Die nur zwei Arten kommen nur in Neuguinea vor.[2]
- Pyrenacantha Hook. ex Wight: Die etwa 20 Arten sind in den Tropen verbreitet.[2]
- Rhaphiostylis Planch. ex Benth.: Die etwa sechs Arten sind im tropischen Afrika verbreitet.[2]
- Rhyticaryum Becc.: Die etwa zwölf Arten sind im östlichen Malesien und im westlichen Pazifik verbreitet.[2]
- Sarcostigma Wight & Arn.: Die nur zwei Arten kommen in Indomalesien vor.[2]
- Stachyanthus Engl.: Die etwa sechs Arten kommen im tropischen Afrika vor.[2]